# Sisymbrella aspera
Sisymbrella aspera är en korsblommig växtart som först beskrevs av Carl von Linné, och fick sitt nu gällande namn av Édouard Spach. Sisymbrella aspera ingår i släktet Sisymbrella och familjen korsblommiga växter. IUCN kategoriserar arten globalt som livskraftig.

## Underarter
Arten delas in i följande underarter:
- S. a. aspera
- S. a. munbyana
- S. a. praeterita